# Erwin Wexberg
(Leopold) Erwin Wexberg (geboren 12. Februar 1889 in Wien, Österreich-Ungarn; gestorben 10. Januar 1957 in Washington, D.C., USA) war ein österreichisch-US-amerikanischer Psychiater, Neurologe und Vertreter der Individualpsychologie.

## Leben
Wexberg wuchs als jüngstes Kind des Handelsvertreters Leopold Wechsberg und seiner Frau Anna, geb. Heilberg, mit zwei Schwestern in Wien auf. Sein Vater stammte aus dem kleinen Walddorf Oberkurzwald bei Bielitz in Österreichisch-Schlesien.
Wexberg schloss 1908 das Abitur ab. Es folgte ein dreijähriger Militärdienst. Bei der Berufswahl musste er sich zwischen Dirigent und Mediziner entscheiden. Da er Musik nicht zu seinem Brotberuf machen wollte, begann er 1908 mit dem Medizinstudium in Wien. In den ersten drei Wintersemestern besuchte er freiwillig Sigmund Freuds Vorlesungen „Vorträge über Neurosenlehre und Psychotherapie“, „Vorträge über Neurosenlehre“ und „Elementare Einführung in die Psychoanalyse“.
Sein Aufnahmegesuch im Jahre 1910 an die Wiener Psychoanalytische Vereinigung wurde abgelehnt. Nach der Trennung von Freud 1911 schloss sich Wexberg dem neu gegründeten Verein für freie psychoanalytische Forschung von Alfred Adler an. Er blieb mit Carl Furtmüller und Alexander Neuer in den Anfangsjahren und der Zwischenkriegszeit einer der wichtigsten ärztlichen Mitarbeiter Adlers.
1912 publizierte der Medizinstudent Wexberg seinen ersten wissenschaftlichen Beitrag mit dem anspruchsvollen Thema Zwei psychoanalytische Theorien in der „Zeitschrift für Psychotherapie und Medizinische Psychologie“. 1913 wurde er an der Universität Wien zum Doktor der gesamten Heilkunde promoviert und spezialisierte sich zum Psychiater. Ab 1914 arbeitete er als Assistenzarzt, später als Oberarzt, in der neu eröffneten jüdischen Nervenheilanstalt Maria-Theresien-Schlössel unter der Leitung des Psychiaters und Neurologen Emil Redlich, dessen Vorlesungen er besucht hatte.
Im Ersten Weltkrieg war er Assistenzarzt in der Nervenheilanstalt Maria-Theresien-Schlössel, die dem Roten Kreuz als Spezialspital diente und erhielt zwei Tapferkeitsmedaillen für seine Unerschrockenheit und Fürsorglichkeit in gefährlichen Situationen.
In der Zwischenkriegszeit eröffnete er eine psychiatrische Praxis in Wien, die er in den Sommermonaten wegen der rheumatischen Beschwerden seiner Frau in den Badekurort Bad Gastein verlegte. Er gehörte der Arbeitsgemeinschaft individualpsychologischer Ärzte an und war bis 1932 Vorsitzender der Arbeitsgemeinschaft der Berater und Erzieher. Er war Mitglied der Gruppe der sozialistischen Individualpsychologen, die an der Kleeblattgasse in Wien ein medizinisches individualpsychologisches Ambulatorium unterhielten. In den Jahren von 1920 bis 1934 hielt Wexberg regelmäßig Vorlesungen an den Wiener Volkshochschulen.
Nach dem Österreichischen Bürgerkrieg und dem Beginn des austrofaschistischen Bundesstaates folgte er 1934 einer Berufung und emigrierte in die USA, wo er das amerikanische Doktorat erwarb und an verschiedenen Spitälern in New Orleans und Newton, Connecticut arbeitete. Den Zweiten Weltkrieg verbrachte er von 1942 bis 1945 als Freiwilliger des Medical Corps der US-Armee und leitete die psychiatrischen Abteilungen verschiedener Militärkliniken.
Nach dem Krieg leitete er als Direktor des neu geschaffenen Bureau of Mental Hygiene des Health Departments in Washington D.C. eine Anzahl Kliniken. In dieser Eigenschaft gründete er eine Klinik für Alkoholiker und wurde 1948 deren Direktor, als sie als städtisches Alcohol Rehabilitation Center eigenständig wurde. 1950 wurde er Mitglied der American Psychiatric Association.

## Werk
Wexberg gilt als der Systematiker unter den Individualpsychologen. Seine Publikationen fanden internationale Beachtung und verschafften ihm 1934 eine Berufung in die USA. 1912 hielt er erstmals einen Vortrag zur Psychologie der Angst, einem Thema, mit dem er sich zeit seines Lebens auseinandersetzte. Er beschäftigte sich mit praxeologischen Fragen, die für die Entwicklung der Individualpsychologie von grundlegender Bedeutung waren. Bei seinen Arbeiten zur Theorie und Praxis der Individualpsychologie legte er besonderen Wert auf die entwicklungspsychologischen und -pathologischen Aspekte und verknüpfte sie mit Überlegungen zur Prävention. Wexberg war Ehrenmitglied der deutschen Gesellschaft für Psychologie.
Er gab 1926 das Handbuch der Individualpsychologie heraus, wozu er durch sein nahes Verhältnis zur klinischen Psychiatrie prädestiniert war. 1928 veröffentlichte er ein Lehrbuch mit der ersten systematischen Darstellung der Adlerschen Lehre. Er schrieb wichtige Beiträge in der Internationalen Zeitschrift für Individualpsychologie (IZI).

### Veröffentlichungen
- Alfred Adler, Carl Furtmüller, Erwin Wexberg: Heilen und Bilden. Verlag J. F. Bergmann, München 1922.
- Ausdrucksformen des Seelenlebens. Verlag N. Kampmann, Celle 1925.
- Handbuch der Individualpsychologie. 2 Bände. Verlag J. F. Bergmann, München 1928.
- Das nervöse Kind. Verlag M. Perles, Wien 1926.
- Seelische Entwicklungshemmungen. Verlag M. Perles, Wien 1926.
- Einführung in die Psychologie des Geschlechtslebens. Verlag S. Hirzel, Leipzig 1930.
- Individualpsychologie. Eine systematische Darstellung. Verlag S. Hirzel, Leipzig 1930.
- Sorgenkinder. Verlag S. Hirzel, Leipzig, 1931.
- Arbeit und Gemeinschaft. Verlag Hirzel, Leipzig 1932.
- Das ängstliche Kind. Verlag Am andern Ufer, Dresden 1926.
- Zur Entwicklung der Individualpsychologie und andere Schriften. Fischer-Taschenbuch-Verlag, Frankfurt am Main 1991.
- Moralität und psychische Gesundheit. Fischer-Taschenbuch-Verlag, Frankfurt am Main 1998.